# 圣日耳曼德马朗塞讷
圣日耳曼-德马朗塞讷（法語：Saint-Germain-de-Marencennes，法語發音：[sɛ̃ ʒɛʁmɛ̃ də maʁɑ̃sɛn]）是法国滨海夏朗德省的一个旧市镇，属于罗什福尔区。2018年，圣日耳曼-德马朗塞讷与市镇佩雷合并为新市镇圣皮埃尔拉努，圣日耳曼-德马朗塞讷为新市镇行政中心。

## 地理
圣日耳曼-德马朗塞讷（46°4'41"N, 0°47'21"W）面积16.47 平方千米，位于法国新阿基坦大区滨海夏朗德省，该省份为法国西部滨海省份，北起旺代省，西临大西洋，南至吉倫特省，东南接多爾多涅省，东北接德塞夫勒省接壤，东临夏朗德省。
与圣日耳曼-德马朗塞讷接壤的市镇（或旧市镇、城区）包括：热努耶、朗德赖、米龙、佩雷、叙热尔、旺德雷。
圣日耳曼-德马朗塞讷的时区为UTC+01:00、UTC+02:00（夏令时）。

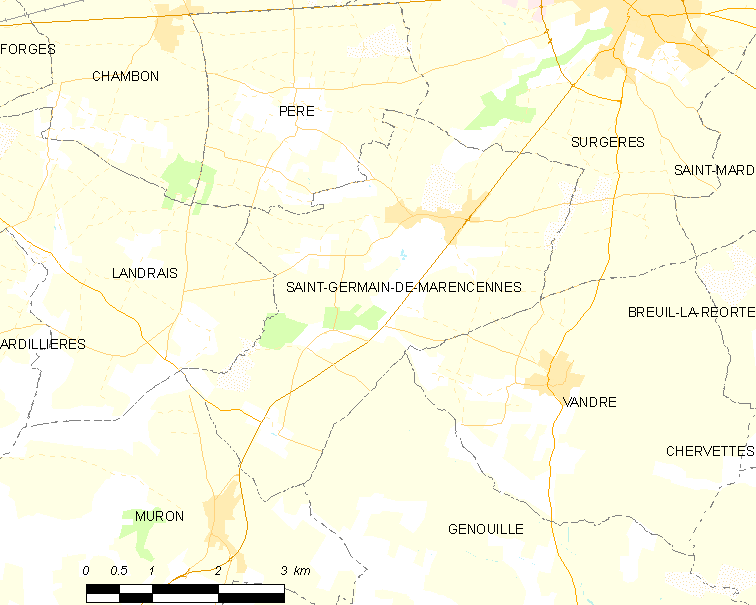
圣日耳曼-德马朗塞讷的OSM定位图

## 行政
圣日耳曼-德马朗塞讷的邮政编码为17700，INSEE市镇编码为17340。

## 政治
圣日耳曼-德马朗塞讷所属的省级选区为叙热尔县。

## 人口

1962-2008年间圣日耳曼-德马朗塞讷人口变化图示

圣日耳曼-德马朗塞讷于2018年1月1日时的人口数量为1190人。